# Mohamed Hrezi
Mohamed Fuad Hrezi (in arabo محمد فؤاد حريزي‎?; Naugatuck, 28 ottobre 1991) è un maratoneta libico con cittadinanza statunitense.

## Biografia
Nato e cresciuto nel Connecticut, Hrezi ha iniziato a praticare la corsa campestre durante gli anni scolastici e diventando successivamente parte del team dell'Università statale dell'Iowa.

Conclusosi il periodo accademico, Hrezi intraprende l'allenamento sulle lunghe distanze, gareggiando nel 2016 dapprima alla maratona di Ottawa, finendo settimo, e poi ai Giochi olimpici di Rio de Janeiro 2016. In quest'occasione e per le manifestazioni internazionali, Hrezi ha gareggiato per la Libia, nazione per cui è stato il portabandiera nel corso della cerimonia d'apertura in Brasile.

## Palmarès
| Anno | Manifestazione          | Sede           | Evento         | Risultato | Prestazione | Note                                     |
| ---- | ----------------------- | -------------- | -------------- | --------- | ----------- | ---------------------------------------- |
| 2016 | Giochi olimpici         | Rio de Janeiro | Maratona       | 76º       | 2h21'17"    |                                          |
| 2018 | Mondiali mezza maratona | Valencia       | Mezza maratona | 49º       | 1h03'11"    |                                          |
| 2023 | Mondiali                | Budapest       | 5000 m piani   | Batteria  | 14'14"72    | Miglior prestazione personale stagionale |

## Altre competizioni internazionali
2015
- 30º alla Maratona di Chicago ( Chicago) - 2h23'14"

2016
- 7º alla Maratona di Ottawa ( Ottawa) - 2h18'40"

2018
- 12º alla Maratona di Ottawa ( Ottawa) - 2h20'03"
- 4º alla Great South Run ( Portsmouth), 10 miglia - 48'32"